# Kálmán Sántha

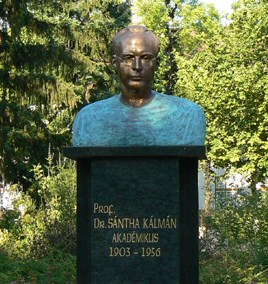
Büste in Debrecen

Kálmán Sántha (* 12. Juli 1903 in Nagybecskerek; † 6. Dezember 1956 in Budapest) war ein ungarischer Neurologe.

## Leben
Sántha studierte Medizin an der Universität Budapest und ab 1927 an der Klinik für Neurologie und Psychiatrie bei Károly Schaffer, wo er 1932 die Abteilung Histologie des Gehirns übernahm. Sántha war 1936/37 als Rockefeller-Stipendiat in Montreal bei Wilder Penfield. Nach der Rückkehr wurde er zunächst Dozent an der Universität Debrecen und folgte später István Somogyi auf dem Lehrstuhl nach. Er baute die Klinik zum führenden neurologischen Zentrum in Ungarn aus.
Er forschte über Epilepsie (in Montreal bei Wilder Penfield, wobei er Blutflussmessungen im Gehirn mit einer thermischen Methode unternahm), Aphasie, Neuropathologie, Bandscheibenvorfälle und neurologische Erbkrankheiten (Artikel im Handbuch der inneren Medizin) und führte moderne Neurochirurgie in Ungarn ein.
Da er freimütig politische Ansichten vertrat (Protest gegen Unterricht in Landesverteidigung an der Universität), wurde er 1951 aus der Ungarischen Akademie der Wissenschaften ausgeschlossen und verlor seinen Lehrstuhl in Debrecen. Er wurde Leiter der Psychiatrie am Krankenhaus in Balassagyarmat. Seine Wiedereinsetzung kurz vor seinem Tod erreichte ihn, als er schon schwer erkrankt war.